# 相谷信号場

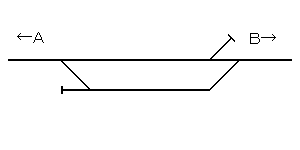
構内配線図(A:佐津、B:竹野)

相谷信号場（あいだにしんごうじょう）は、兵庫県美方郡香美町香住区相谷に存在した、西日本旅客鉄道（JR西日本）山陰本線の信号場である。

## 歴史
- 1976年（昭和51年）12月1日：開設[1]。
- 2007年（平成19年）3月18日：この日に実施されたダイヤ改正以降、行違いを行う定期列車の設定がなくなる。
- 2012年（平成24年）12月8日：連動装置の撤去が行われ、廃止。

## 構造
竹野駅より4.0 km、佐津駅から3.4 kmにある信号場で、上下列車の交換（行違い）が可能であった。
北側の線路（1番線）は、双方向に出発信号機を備えた一線スルー構造である。南側の線路（2番線）は下り列車専用で佐津方向から2番線への入線と、2番線から竹野方向への発車はできなかった。ただし、信号機配置上は1番線が上り本線、2番線が下り本線となっており、1番線が上下本線というわけではない。
かつては下りの通過列車は2番線を使用していた。2010年3月時点では、2番線の場内・出発信号機の使用は停止されていた。
構内全体は緩くカーブしており佐津方の分岐部にはロックシェルターがあり、構内は兵庫県道11号香美久美浜線の小さなトンネルと隣接している。

## 周辺
信号場の北側は山林で、南側を兵庫県道11号香美久美浜線（旧：第二但馬海岸道路）が並行して通っている。信号場から東に約500 mほどに相谷の集落がある。

## 交通手段
竹野駅より豊岡市コミュニティーバス（イナカー）、佐津駅より香美町町民バスの路線バスが利用可能だが、バス停は相谷地区から少し離れている。

## 隣の施設
西日本旅客鉄道（JR西日本）
山陰本線
竹野駅 - 相谷信号場 - 佐津駅